# Genesis (ideell förening)
Se även andra betydelser av Genesis (olika betydelser).
Genesis (tidigare "Förening för biblisk skapelsetro") är en svensk tidskrift och ideell förening som argumenterar för en kreationistisk skapelsesyn. 
På sin webbplats beskriver föreningen sig som "en allkristen ideell sammanslutning med Bibelns fundamentala kristna sanningar som trosgrund och har som ändamål att stödja, sprida och försvara den bibliska skapelsetron." De säger sig vilja verka för en kristen grundsyn på vetenskaperna, och för att den bibliska synen får komma till tals i skola och samhälle.

## Åsikter om evolution
Genesis menar att evolutionsteorin inte är vetenskapligt underbyggd och att den inte är förenlig med Bibeln och därför måste vara felaktig. De hävdar även de kontroversiella teserna att evolutionsteorin bygger på antagandet att Gud inte existerar, och att kreationism är central för kristen tro. 
Genesis menar vidare att den bibliska skapelseberättelsen ska tolkas bokstavligt i den meningen att Gud skapade "universum, jorden, livet och människan så som det beskrivs i 1:a Mosebokens 1:a kapitel". De tar inte ställning till om de sju dagar som skapelsen enligt Bibeln tog är bokstavliga dagar eller syftar på längre perioder. 
Flera av föreningens företrädare anser att människan skapades för drygt 6 000 år sedan (omkring den 23 okt. 4004 före Kristus enligt James Usshers kronologi, baserad på Bibelns släkttavlor), och att livet skapades för högst 10 000 år sedan,  allt enligt Young Earth Creationism (fyra skapelsedagar innan människan, där en dag kan tolkas högst om 1000 år). En del företrädare menar också att jorden kan ha skapats betydligt tidigare. 
Dessutom sätter de generellt tilltro till Bibeln som historisk källa. De tror bokstavligen på en global översvämningskatastrof vid den tidpunkt Bibelns släkttavlor anger för syndafloden, uppskattad till kring år 2348 före Kristus, och att denna förändrade jordens geologiska lager så att vissa dateringsmetoder av fossil är otillförlitiga. 
Flera förespråkare tror att sjukdom och död bland människor och djur inte existerade före syndafallet, och därmed också att rovdjursbeteenden uppstod i samband med syndafallet eller en tid därefter.
Genesis ifrågasätter etablerad modern vetenskap, exempelvis evolutionsteorin, geologi, biologi, DNA-analys och paleontologi (ungjordskreationister även Kol 14-metoden, astronomi, fysik, historia). När föreningen tolkar evidens från dessa vetenskapsområden görs det därför inte med etablerad modern vetenskap som utgångspunkt, utan i ett ungjordsperspektiv.
Man accepterar mikroevolution men argumenterar mot existensen av makroevolution (storskalig evolution) och gemensamt ursprung, i synnerhet att de livsformer som skapades olika skapelsedagar skulle vara släkt med varandra, exempelvis att människan skulle vara släkt med övriga primater.
Genesis menar att:
1. Evolutionsteori försvårar för folk att bli kristna.
2. Evolutionsteori är oförenlig med bibelns gud då evolutionen (om Gud skulle använt den för att skapa människan) gör honom till en "blodtörstig" gud som låter sjukdom och död vara ett av hans verktyg för att skapa människan.
3. Evolutionsteori medför etiska konsekvenser (De menar att evolutionsteori, rasbiologi och biologism medförde rasism och nazismens syn på olika folkgruppers olika värde).

## Kritik
Föreningen kritiseras av Maria Gunther för att motarbeta evolutionen på andra grunder än vetenskapliga, och för att inte ha ett vetenskapligt förhållningssätt, trots att de i andra sammanhang hävdar att kreationismen är vetenskaplig. 
Per Kornhall kritiserar föreningen på ett antal punkter i sin genomgång av intelligent design-rörelsen i Sverige:
- Föreningen hävdar att människor och dinosaurier levde tillsammans, och att dinosaurierna inte var så blodtörstiga.
- Enligt föreningen är tro en tillförlitligare kunskapsgrund än vetenskap, eftersom den är stabilare.
- Föreningen uppmuntrar biologilärare att utöver skolans läroplan även undervisa om skapelsetro, och stöder detta med material och seminarier.

## Verksamhet
Föreningen ger sedan 1988 ut tidskriften Genesis (tidigare Skapelsetro, 1980–1987). Dess dåvarande ansvarige utgivare Mats Molén tilldelades 2001 utmärkelsen Årets förvillare av Föreningen Vetenskap och Folkbildning.
Föreningen har också en podd med namnet Genesispodden där man försöker sprida sitt budskap.
Föreningen anordnar också varje år en konferens.

### Kontaktpersoner
- Föreningen – Ordförande: Magnus Lindborg
- Tidskriften – Redaktör: Göran Schmidt[15]